# Meczet Ołowiany w Szkodrze
Meczet Ołowiany (alb. Xhamia e Plumbit) – meczet znajdujący się w Szkodrze, w północno-zachodniej Albanii.

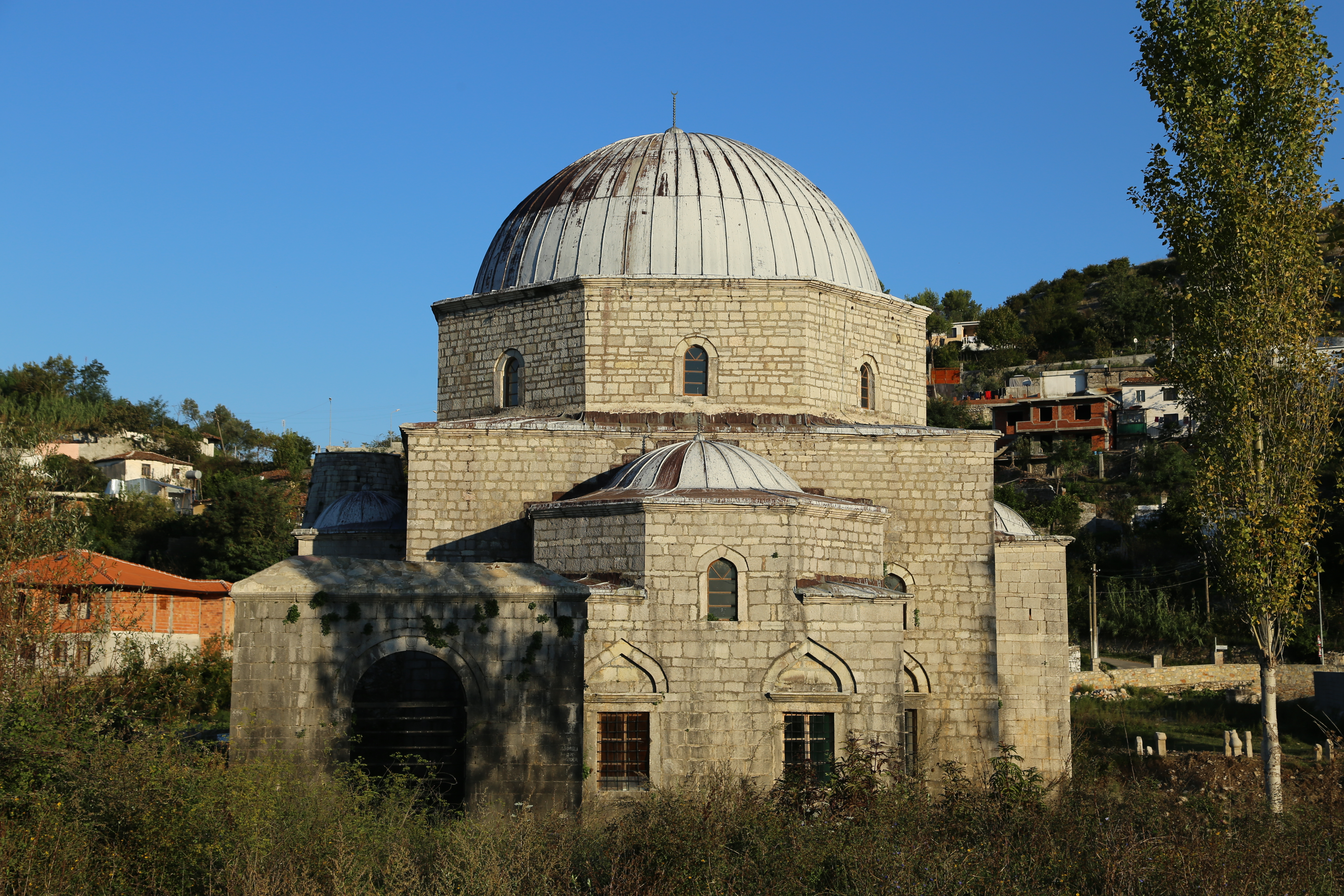
Meczet z bliska

Nazwa meczetu pochodzi od ołowiu, którym zostały pokryte kopuły świątyni. Wzniesiono ją w latach 1773–1774, inspirując się meczetami stambulskimi, na polecenie Mehmeta Paszy Bushatliego, w tym czasie paszy szkoderskiego. Bloki kamienne, z których zbudowano ściany, wydobyto we wsiach Gur i Zi. Pierwszym imamem świątyni został Hadżi Ahmet Misria, pochodzący z Egiptu.
Meczet jest zlokalizowany na południe od dominującej nad miastem twierdzy Rozafat. leży w terenie podmokłym. Po trzęsieniu ziemi w 1837 rzeka Drin zmieniła bieg i zalała okolice świątyni. Obecnie w otoczeniu meczetu nie ma domów mieszkalnych, a jedynie pola uprawne.
Świątynię co najmniej trzykrotnie poddano restauracji (1863, 1920, 1963). Największe zniszczenia świątyni odnotowano podczas I wojny światowej. Ołowiane kopuły zostały zdewastowane przez wojska austro-węgierskie okupujące Szkodrę, w gruzach legł minaret, odbudowany w 1920, z inicjatywy Xhelala Bushatlliego. W 1948 obiekt został wpisany na listę religijnych zabytków kulturowych Albanii. Minaret ponownie uległ zniszczeniu w 1967, prawdopodobnie od uderzenia pioruna.
W 1967, po ogłoszeniu Albanii państwem ateistycznym, Meczet Ołowiany został zamknięty, ale jako pomnik kultury nie został rozebrany. 16 listopada 1990 został otwarty dla wiernych i odbyło się w nim pierwsze po okresie ateizacji nabożeństwo, któremu przewodniczył Hafiz Sabri Koçi. W czasie kampanii przed wyborami 1991 wokół świątyni doszło do starć policji z miejscowymi muzułmanami. W styczniu 2021, w czasie powodzi wnętrze meczetu zostało zalane wodą. W czasie wizyty premiera Albanii Ediego Ramy w Turcji w styczniu 2021 podpisano umowę dwustronną zakładającą sfinansowanie restauracji meczetu przez Turcję.